# Pont no 1 de la rivière Tobique
Pour les articles homonymes, voir Pont no 1.
Le pont no 1 de la rivière Tobique est inauguré au Canada en 1952. Il est situé le long de la route 105, près de Perth-Andover. Il mesure 258 mètres de long et compte deux voies. Une centrale hydroélectrique est adjacente au pont. Des travaux de réfection devaient commencer en juin 2013 mais sont reportés à 2014 en raison de la complexité des travaux.